# Luizhofen
Luizhofen ist eine totale Ortswüstung bei Obersulm-Willsbach im Landkreis Heilbronn.
Der Ort wird erstmals 1254 in der päpstlichen  Bestätigungsurkunde für das kurz zuvor gegründete Kloster Lichtenstern erwähnt, in der vincae in villa Luzehofen (Weinberge im Dorf Luzehofen) angeführt werden. Der Ort, dessen Name als Höfe des Ludwig gedeutet wird, lag knapp zwei Kilometer nordnordöstlich von Willsbach an der Straße nach Dimbach und war eine auf drei Seiten von Wald umgebene Rodungssiedlung. Südlich des Ortes in Richtung Willsbach war im gerodeten Tal des Seebachs einst ein See angestaut, in dem sich eine Wasserburg befand. Seine Weinberge (Flurnamen Dachsweinberg und Greut) lagen nördlich des Ortes. Der Ort wurde während des Dreißigjährigen Krieges aufgegeben. Nachdem sich Willsbacher Bauern in der Folgezeit die brachliegenden Äcker unrechtmäßig angeeignet hatten, zog die Gemeinde Willsbach die Grundstücke an sich, so dass aus der alten Flur Luizhofen das heutige Gewann Gemeindeäcker wurde. Ein alter gemauerter Brunnen, der die Ortslage Luizhofen markierte, wurde zu Beginn des 20. Jahrhunderts zugeschüttet.